# Régiment Irlandais
Das Régiment Irlandais war ein militärischer Verband des Ersten Kaiserreiches in der Zeit der napoleonischen Kriege.

## Formationsgeschichte
Die irischen Söldner (wild geese) des ancien regime hatte man 1791 eingebürgert und ihren drei Regimentern die weißen Uniformen der französischen Infanterie gegeben, so dass bei Verkündung der Republik keine eigenständigen irischen Truppen mehr in französischem Dienst standen. Die Irische Legion (légion irlandaise) wurde am 31. August 1803 aus irischen Flüchtlingen des Aufstandes von 1798 aufgestellt und bestand anfänglich nur aus einem Bataillon. 1805 wurde mit britischen Gefangenen und Deserteuren ein zweites Bataillon aufgestellt und die Legion zum Regiment umgewandelt, das schließlich auf fünf Bataillone anwuchs, wovon aber nur mehr die ersten beiden allein aus Iren bestanden. Am 3. August 1811 wurde das Regiment in 3. Fremden-Regiment umbenannt. Es nahm unter anderen an den Feldzügen in Spanien und Deutschland teil und wurde, nachdem es in der Schlacht bei Belle-Alliance noch einmal auf Napoleons Seite kämpfte von Ludwig XVIII. am 28. September 1815 aufgelöst.

## Uniform
Die Uniform und Ausrüstung folgten dem Vorbild der leichten Infanterie, die Grundfarbe war jedoch Grün und die Abzeichenfarbe Gelb. Carabiniers und Sappeure trugen Pelzmützen ohne Blech; ihre Schoßumschläge waren mit roten Granaten verziert, die der Voltigeure mit roten Jagdhörnern. Der Tschakobeschlag aus Gelbmetall war vom allgemeinen Modell (ab 1811 mit der Regimentsnummer) und hatte bei den Voltigeuren ein Jagdhorn. Der Beschlag des Tschakomodelles 1812 zeigte bei den Grenadieren die ausgestanzte Regimentsnummer, während bei den Voltigeuren und Jägern die geprägte Nummer in einem Jagdhorn zu sehen war.